# 斑點似青鱗魚
斑點青鱗（学名：Herklotsichthys punctatus），又名斑點似青鱗魚、青鱗仔、鰮仔，为鯡科似青鱗魚屬下的一个种，分布於西印度洋的紅海海域，體長可達8.5公分，棲息在沿海海域，成群活動，可做為食用魚。